# Aecidium ulei
Aecidium ulei é uma espécie de cogumelos pertence ao grupo Basidiomycota e foi descrito pela primeira vez por Paul Christoph Hennings em 1904. Aecidium ulei pertence à ordem Aecidium, ordem Pucciniales, ordem Pucciniomycetes, ordem Basidiomycota. Não há tipos listados como este.